# Notopais spicatus
Notopais spicatus là một loài chân đều trong họ Munnopsidae. Loài này được Hodgson miêu tả khoa học năm 1910.